# Doug Adams
Douglas O. Adams (Xenia, 3 de noviembre de 1949 - Macon, 9 de agosto de 1997) fue un jugador estadounidense de fútbol americano que ocupaba la posición de linebacker en la Liga Nacional de Fútbol —en inglés: National Football League—. Además, jugó al fútbol americano universitario en la Universidad Estatal de Ohio, siendo reclutado por los Denver Broncos en el lugar 165.º de la séptima ronda del Draft de la NFL de 1971.  Militó en las filas del Cincinnati Bengals durante cuatro años.

## Estadísticas

### Temporada regular
| 1            | 1972 | 5  | 15-10-1972 | 22-347 | CIN | @ | KAN | T 23-16 | 1 | 19 | 0 |
| 2            | 1972 | 12 | 03-12-1972 | 23-030 | CIN |   | NYG | T 13-10 | 2 | 25 | 0 |
|              |      |    | 2 juegos   |        |     |   |     |         | 3 | 44 | 0 |
| Notas: 1. 2. |      |    |            |        |     |   |     |         |   |    |   |

### Defensas y Fumbles
|         |      |        |     |     |    |    |    | Intercepciones defensivas | Intercepciones defensivas | Intercepciones defensivas | Intercepciones defensivas | Intercepciones defensivas | Fumbles | Fumbles | Fumbles | Fumbles | Fumbles | Tackles | Tackles |      |          |
| Año     | Edad | Equipo | Pos | N.º | G  | GS | Sk | Int                       | Yds                       | TD                        | Lng                       | PD                        | FF      | Fmb     | FR      | Yds     | TD      | Tkl     | Ast     | Sfty | Promedio |
| ------- | ---- | ------ | --- | --- | -- | -- | -- | ------------------------- | ------------------------- | ------------------------- | ------------------------- | ------------------------- | ------- | ------- | ------- | ------- | ------- | ------- | ------- | ---- | -------- |
| 1971    | 22   | CIN    |     | 52  | 11 | 0  |    |                           |                           |                           |                           |                           |         |         |         |         |         |         |         |      | 1        |
| 1972    | 23   | CIN    |     | 52  | 14 | 0  |    | 3                         | 44                        | 0                         | 19                        | 0                         |         |         |         |         |         |         |         |      | 3        |
| 1973    | 24   | CIN    |     | 52  | 12 |    |    |                           |                           |                           |                           |                           |         |         |         |         |         |         |         |      | 1        |
| 1974    | 25   | CIN    | MLB | 52  | 12 |    |    |                           |                           |                           |                           |                           |         |         |         |         |         |         |         |      | 6        |
| Carrera |      |        |     |     | 49 | 0  |    | 3                         | 44                        | 0                         | 19                        | 0                         |         |         |         |         |         |         |         |      | 11       |